# Thomas Schmidt (Altphilologe)
Thomas S. Schmidt (* 1966) ist ein schweizerischer Altphilologe und Professor an der Universität Freiburg im Üechtland.

## Leben
Er studierte in Freiburg im Üechtland und Oxford und war an den Universitäten Louvain-la-Neuve (1997–1998), Leuven (1998–2002) und Laval (Québec) (2002–2009) tätig. Er ist seit 2009 Professor für Klassische Philologie und Experte für griechische Sprache und Literatur.
Seine Forschungsschwerpunkte sind das Werk von Plutarch, die Literatur der Zweiten Sophistik, die Papyrologie und die griechische Patristik.
Er ist Mitglied der Schweizerischen Maturitätskommission und Sessionspräsident der Schweizerischen Maturitätsprüfung sowie Präsident der Jury der Maturitätsexamen am Kollegium Gambach in Freiburg.

## Schriften (Auswahl)
- Plutarque et les barbares. La rhétorique d'une image (= Collection d'études classiques. Band 14). Peeters, Louvain 1999, ISBN 90-429-0778-9 (zugleich Dissertation, Fribourg 1997).
- als Herausgeber: Basilii Minimi in Gregorii Nazianzeni orationem XXXVIII commentarii (= Corpus Christianorum. Series Graeca. Band 46). Brepols, Turnhout 2001, ISBN 2-503-40461-8.
- als Herausgeber mit Agathe Roman und Paul-Hubert Poirier: Titus de Bostra: Contre les manichéens (= Corpus Christianorum. Series Graeca. Band 83). Brepols, Turnhout 2015, ISBN 2-503-55017-7.
- als Herausgeber mit Arlette Neumann-Hartmann: Munera Friburgensia. Festschrift zu Ehren von Margarethe Billerbeck. Peter Lang, Bern/Berlin/Brüssel/Frankfurt am Main/New York/Oxford/Wien 2016, ISBN 978-3-0343-1443-5.